# VTV Cup 2025
Giải bóng chuyền nữ quốc tế VTV Ferroli Cup 2025 là giải bóng chuyền nữ quốc tế lần thứ 19 của VTV Cup do Liên đoàn bóng chuyền Việt Nam và Đài Truyền hình Việt Nam phối hợp tổ chức. Nhà tài trợ chính cho mùa giải này là Công ty Trách nhiệm Hữu hạn Ferroli Asean. 
Giải đấu được tổ chức từ ngày 28 tháng 6 đến ngày 5 tháng 7 năm 2025 tại Nhà thi đấu Thể dục thể thao Vĩnh Phúc, tỉnh Phú Thọ. Đây là lần thứ 3 Phú Thọ (bao gồm Vĩnh Phúc cũ) đăng cai giải đấu sau các năm 2006 và 2012. 
Giải đấu đang hướng tới kỷ niệm 55 năm Ngày phát sóng chương trình truyền hình đầu tiên: 7/9/1970 – 7/9/2025. Đây cũng là kỳ VTV Cup thứ ba liên tiếp áp dụng công nghệ Video Challenge Eyes để hỗ trợ cho các trọng tài sau năm 2023 và 2024.

## Các đội tham dự
Danh sách 8 đội bóng tham dự giải đấu. Trong đó, hai đội tuyển chủ nhà là Đội tuyển bóng chuyền nữ Quốc gia Việt Nam và Đội tuyển bóng chuyền U21 Việt Nam tham dự nhằm chuẩn bị cho các giải vô địch thế giới trong năm 2025. Bên cạnh đó là sự trở lại của đương kim vô địch Korabelka (Nga):
Ngày 22 tháng 5, ông Tats Suzara, Chủ tịch Liên đoàn Bóng chuyền Châu Á và Liên đoàn Bóng chuyền Philippines xác nhận đội tuyển Philippines sẽ tham dự thay vì CLB Petro Gazz Angels như kế hoạch ban đầu.
- Việt Nam (chủ nhà)
- U21 Việt Nam (chủ nhà)
- Úc
- Đài Bắc Trung Hoa
- Philippines
- Tứ Xuyên
- Korabelka
- Est Cola

## Vòng bảng
- Tất cả các trận đấu được tính theo Giờ ở Việt Nam (UTC+07:00)[3].

### Bảng A
|      |             | Trận đấu | Trận đấu | Điểm | Set | Set | Set   | Điểm | Điểm | Điểm  |
| Hạng | Đội         | T        | B        | Điểm | T   | B   | Tỉ lệ | T    | B    | Tỉ lệ |
| ---- | ----------- | -------- | -------- | ---- | --- | --- | ----- | ---- | ---- | ----- |
| 1    | Việt Nam    | 3        | 0        | 9    | 9   | 0   | MAX   | 225  | 172  | 1.308 |
| 2    | Philippines | 2        | 1        | 6    | 6   | 4   | 1.500 | 231  | 197  | 1.173 |
| 3    | Tứ Xuyên    | 1        | 2        | 3    | 4   | 7   | 0.571 | 238  | 252  | 0.944 |
| 4    | Úc          | 0        | 3        | 0    | 1   | 9   | 0.111 | 180  | 253  | 0.711 |

| Ngày       | Thời gian |             | Điểm |             | Set 1 | Set 2 | Set 3 | Set 4 | Set 5 | Tổng   | Nguồn |
| ---------- | --------- | ----------- | ---- | ----------- | ----- | ----- | ----- | ----- | ----- | ------ | ----- |
| 28 tháng 6 | 19:30     | Úc          | 0–3  | Việt Nam    | 18–25 | 17–25 | 14–25 |       |       | 49–75  | VOD   |
| 29 tháng 6 | 16:30     | Tứ Xuyên    | 3–1  | Úc          | 25–21 | 25–19 | 28–30 | 25–13 |       | 103–83 | VOD   |
| 29 tháng 6 | 19:00     | Việt Nam    | 3–0  | Philippines | 25–20 | 25–21 | 25–21 |       |       | 75–62  | VOD   |
| 30 tháng 6 | 16:30     | Tứ Xuyên    | 1–3  | Philippines | 12–25 | 22–25 | 25–19 | 15–25 |       | 74–94  | VOD   |
| 1 tháng 7  | 14:00     | Philippines | 3–0  | Úc          | 25–13 | 25–15 | 25–20 |       |       | 75–48  | VOD   |
| 1 tháng 7  | 19:30     | Tứ Xuyên    | 0–3  | Việt Nam    | 21–25 | 22–25 | 18–25 |       |       | 61–75  | VOD   |

### Bảng B
|      |                   | Trận đấu | Trận đấu | Điểm | Set | Set | Set   | Điểm | Điểm | Điểm  |
| Hạng | Đội               | T        | B        | Điểm | T   | B   | Tỉ lệ | T    | B    | Tỉ lệ |
| ---- | ----------------- | -------- | -------- | ---- | --- | --- | ----- | ---- | ---- | ----- |
| 1    | Korabelka         | 3        | 0        | 8    | 9   | 3   | 3.000 | 279  | 244  | 1.143 |
| 2    | Đài Bắc Trung Hoa | 2        | 1        | 6    | 7   | 4   | 1.750 | 265  | 247  | 1.073 |
| 3    | Est Cola          | 1        | 2        | 4    | 6   | 7   | 0.857 | 295  | 293  | 1.007 |
| 4    | U21 Việt Nam      | 0        | 3        | 0    | 1   | 9   | 0.111 | 198  | 253  | 0.783 |

| Ngày       | Thời gian |                   | Điểm |              | Set 1 | Set 2 | Set 3 | Set 4 | Set 5 | Tổng   | Nguồn |
| ---------- | --------- | ----------------- | ---- | ------------ | ----- | ----- | ----- | ----- | ----- | ------ | ----- |
| 28 tháng 6 | 13:30     | Đài Bắc Trung Hoa | 3–0  | U21 Việt Nam | 25–9  | 25–21 | 25–20 |       |       | 75–50  | VOD   |
| 28 tháng 6 | 16:00     | Est Cola          | 2–3  | Korabelka    | 25–27 | 25–11 | 13–25 | 25–22 | 11–15 | 99–100 | VOD   |
| 29 tháng 6 | 14:00     | U21 Việt Nam      | 1–3  | Est Cola     | 31–33 | 25–20 | 22–25 | 18–25 |       | 96–103 | VOD   |
| 30 tháng 6 | 14:00     | Đài Bắc Trung Hoa | 3–1  | Est Cola     | 26–24 | 21–25 | 25–21 | 25–23 |       | 97–93  | VOD   |
| 30 tháng 6 | 19:30     | Korabelka         | 3–0  | U21 Việt Nam | 25–19 | 25–19 | 25–14 |       |       | 75–52  | VOD   |
| 1 tháng 7  | 16:30     | Đài Bắc Trung Hoa | 1–3  | Korabelka    | 28–30 | 26–24 | 22–25 | 17–25 |       | 93–104 | VOD   |

## Vòng đấu loại trực tiếp

### Sơ đồ
|  | Tứ kết            | Tứ kết            |                   |   | Bán kết           | Bán kết           |  |  | Chung kết | Chung kết |
|  |                   |                   |                   |   |                   |                   |  |  |           |           |
|  | 3 tháng 7         |                   |                   |   |                   |                   |  |  |           |           |
|  |                   |                   |                   |   |                   |                   |  |  |           |           |
|  | Việt Nam          | 3                 |                   |   |                   |                   |  |  |           |           |
|  | Việt Nam          | 3                 | 4 tháng 7         |   |                   |                   |  |  |           |           |
|  | U21 Việt Nam      | 0                 |                   |   |                   |                   |  |  |           |           |
|  | U21 Việt Nam      | 0                 | Việt Nam          | 3 |                   |                   |  |  |           |           |
|  | 3 tháng 7         |                   | Việt Nam          | 3 |                   |                   |  |  |           |           |
|  |                   | Đài Bắc Trung Hoa | 0                 |   |                   |                   |  |  |           |           |
|  | Đài Bắc Trung Hoa | Đài Bắc Trung Hoa | 0                 | 3 |                   |                   |  |  |           |           |
|  | Đài Bắc Trung Hoa |                   | 5 tháng 7         | 3 |                   |                   |  |  |           |           |
|  | Tứ Xuyên          | 0                 |                   |   |                   |                   |  |  |           |           |
|  | Tứ Xuyên          | 0                 | Việt Nam          | 2 |                   |                   |  |  |           |           |
|  | 3 tháng 7         |                   | Việt Nam          | 2 |                   |                   |  |  |           |           |
|  |                   | Korabelka         | 3                 |   |                   |                   |  |  |           |           |
|  | Korabelka         | Korabelka         | 3                 | 3 |                   |                   |  |  |           |           |
|  | Korabelka         | 4 tháng 7         |                   | 3 |                   |                   |  |  |           |           |
|  | Úc                | 0                 |                   |   |                   |                   |  |  |           |           |
|  | Úc                | 0                 | Korabelka         | 3 |                   |                   |  |  |           |           |
|  | 3 tháng 7         |                   | Korabelka         | 3 |                   |                   |  |  |           |           |
|  |                   | Philippines       | 1                 |   | Trận tranh hạng 3 | Trận tranh hạng 3 |  |  |           |           |
|  | Philippines       | Philippines       | 1                 | 3 | Trận tranh hạng 3 | Trận tranh hạng 3 |  |  |           |           |
|  | Philippines       |                   | 5 tháng 7         | 3 |                   |                   |  |  |           |           |
|  | Est Cola          | 0                 |                   |   |                   |                   |  |  |           |           |
|  | Est Cola          | 0                 | Đài Bắc Trung Hoa | 3 |                   |                   |  |  |           |           |
|  |                   |                   |                   |   |                   |                   |  |  |           |           |
|  | Philippines       | 0                 |                   |   |                   |                   |  |  |           |           |
|  | Philippines       | 0                 |                   |   |                   |                   |  |  |           |           |

|  | Phân hạng 5–8 | Phân hạng 5–8 |                   |   | Trận tranh hạng 5 | Trận tranh hạng 5 |
|  |               |               |                   |   |                   |                   |
|  | 4 tháng 7     |               |                   |   |                   |                   |
|  |               |               |                   |   |                   |                   |
|  | U21 Việt Nam  | 3             |                   |   |                   |                   |
|  | U21 Việt Nam  | 3             | 5 tháng 7         |   |                   |                   |
|  | Tứ Xuyên      | 0             |                   |   |                   |                   |
|  | Tứ Xuyên      | 0             | U21 Việt Nam      | 1 |                   |                   |
|  | 4 tháng 7     |               | U21 Việt Nam      | 1 |                   |                   |
|  |               | Est Cola      | 3                 |   |                   |                   |
|  | Úc            | Est Cola      | 3                 | 0 |                   |                   |
|  | Úc            |               |                   | 0 |                   |                   |
|  | Est Cola      | 3             |                   |   |                   |                   |
|  | Est Cola      | 3             | Trận tranh hạng 7 |   |                   |                   |
|  |               |               |                   |   |                   |                   |
|  | 5 tháng 7     |               |                   |   |                   |                   |
|  |               |               |                   |   |                   |                   |
|  | Tứ Xuyên      | 3             |                   |   |                   |                   |
|  | Tứ Xuyên      | 3             |                   |   |                   |                   |
|  | Úc            | 0             |                   |   |                   |                   |

#### Tứ kết
| Ngày      | Thời gian |                   | Điểm |              | Set 1 | Set 2 | Set 3 | Set 4 | Set 5 | Tổng  | Nguồn |
| --------- | --------- | ----------------- | ---- | ------------ | ----- | ----- | ----- | ----- | ----- | ----- | ----- |
| 3 tháng 7 | 12:00     | Korabelka         | 3–0  | Úc           | 25–16 | 25–16 | 25–12 |       |       | 75–44 | VOD   |
| 3 tháng 7 | 14:30     | Đài Bắc Trung Hoa | 3–0  | Tứ Xuyên     | 25–16 | 25–16 | 25–16 |       |       | 75–48 | VOD   |
| 3 tháng 7 | 17:00     | Philippines       | 3–0  | Est Cola     | 25–17 | 25–21 | 25–21 |       |       | 75–59 | VOD   |
| 3 tháng 7 | 19:30     | Việt Nam          | 3–0  | U21 Việt Nam | 25–21 | 25–13 | 25–9  |       |       | 75–43 | VOD   |

#### Phân hạng 5–8
| Ngày      | Thời gian |              | Điểm |          | Set 1 | Set 2 | Set 3 | Set 4 | Set 5 | Tổng  | Nguồn |
| --------- | --------- | ------------ | ---- | -------- | ----- | ----- | ----- | ----- | ----- | ----- | ----- |
| 4 tháng 7 | 12:00     | Úc           | 0–3  | Est Cola | 16–25 | 22–25 | 20–25 |       |       | 58–75 | VOD   |
| 4 tháng 7 | 14:30     | U21 Việt Nam | 3–0  | Tứ Xuyên | 25–17 | 25–22 | 25–20 |       |       | 75–59 | VOD   |

#### Bán kết
| Ngày      | Thời gian |           | Điểm |                   | Set 1 | Set 2 | Set 3 | Set 4 | Set 5 | Tổng   | Nguồn |
| --------- | --------- | --------- | ---- | ----------------- | ----- | ----- | ----- | ----- | ----- | ------ | ----- |
| 4 tháng 7 | 17:00     | Korabelka | 3–1  | Philippines       | 25–16 | 25–27 | 25–17 | 25–22 |       | 100–82 | VOD   |
| 4 tháng 7 | 19:30     | Việt Nam  | 3–0  | Đài Bắc Trung Hoa | 25–13 | 25–19 | 25–16 |       |       | 75–48  | VOD   |

#### Tranh hạng 7
| Ngày      | Thời gian |          | Điểm |    | Set 1 | Set 2 | Set 3 | Set 4 | Set 5 | Tổng  | Nguồn |
| --------- | --------- | -------- | ---- | -- | ----- | ----- | ----- | ----- | ----- | ----- | ----- |
| 5 tháng 7 | 12:00     | Tứ Xuyên | 3–0  | Úc | 25–10 | 25–17 | 31–29 |       |       | 81–56 | VOD   |

#### Tranh hạng 5
| Ngày      | Thời gian |              | Điểm |          | Set 1 | Set 2 | Set 3 | Set 4 | Set 5 | Tổng  | Nguồn |
| --------- | --------- | ------------ | ---- | -------- | ----- | ----- | ----- | ----- | ----- | ----- | ----- |
| 5 tháng 7 | 14:30     | U21 Việt Nam | 1–3  | Est Cola | 25–20 | 16–25 | 22–25 | 19–25 |       | 82–95 | VOD   |

#### Tranh hạng 3
| Ngày      | Thời gian |                   | Điểm |             | Set 1 | Set 2 | Set 3 | Set 4 | Set 5 | Tổng  | Nguồn |
| --------- | --------- | ----------------- | ---- | ----------- | ----- | ----- | ----- | ----- | ----- | ----- | ----- |
| 5 tháng 7 | 17:00     | Đài Bắc Trung Hoa | 3–0  | Philippines | 25–17 | 26–24 | 25–22 |       |       | 76–63 | VOD   |

#### Chung kết
| Ngày      | Thời gian |          | Điểm |           | Set 1 | Set 2 | Set 3 | Set 4 | Set 5 | Tổng    | Nguồn |
| --------- | --------- | -------- | ---- | --------- | ----- | ----- | ----- | ----- | ----- | ------- | ----- |
| 5 tháng 7 | 19:30     | Việt Nam | 2–3  | Korabelka | 19–25 | 14–25 | 25–23 | 25–21 | 18–20 | 101–114 | VOD   |

## Xếp hạng chung cuộc
| Xếp hạng | Đội               |
| -------- | ----------------- |
| 1        | Korabelka         |
| 2        | Việt Nam          |
| 3        | Đài Bắc Trung Hoa |
| 4        | Philippines       |
| 5        | Est Cola          |
| 6        | U21 Việt Nam      |
| 7        | Tứ Xuyên          |
| 8        | Úc                |

| Vô địch VTV Cup 2025 |
| -------------------- |
| Korabelka Lần thứ 2  |

## Giải thưởng cá nhân
| - Vận động viên toàn diện nhất giải đấu Elizaveta Nesterova (Korabelka) - Vận động viên chủ công xuất sắc nhất Viktoria Bobrova (Korabelka) Trần Thị Thanh Thúy (Việt Nam) - Vận động viên phụ công xuất sắc nhất Kan Ko-hui (Đài Bắc Trung Hoa) Elizaveta Palshina (Korabelka) | - Vận động viên đối chuyền xuất sắc nhất Nguyễn Thị Bích Tuyền (Việt Nam) - Vận động viên chuyền hai xuất sắc nhất Irina Filishtinskaya (Korabelka) - Vận động viên libero xuất sắc nhất Nguyễn Khánh Đang (Việt Nam) - Hoa khôi VTV Cup Ferroli 2025 Leila Jane Cruz (Philippines) |

## Truyền hình
Tất cả 24 trận đấu cùng lễ khai mạc, lễ bế mạc của giải được phát sóng trực tiếp trên các kênh VTV2, VTV5, VTV Cần Thơ, ứng dụng VTVGo và kênh YouTube VTV Thể Thao của Đài Truyền hình Việt Nam. Ngoài ra VTV Cup 2025 cũng được phát sóng bản quyền tại một số quốc gia như Mông Cổ, Indonesia, Philippines, Thái Lan và Nga.